# I Miss the Misery
I Miss the Misery è un singolo del gruppo musicale statunitense Halestorm, il secondo estratto dall'album The Strange Case Of... nel 2012.
Il 20 marzo 2015 è diventato il primo brano del gruppo premiato con il disco d'oro per le vendite.

## Video
Il video musicale del brano, diretto da Michael Thelin, mostra scene in bianco e nero della band che suona alternate ad altre a colori di Lzzy Hale che cammina in un edificio industriale abbandonato.

## Tracce
CD singolo promo UK
1. I Miss the Misery (Clean Radio Version) – 3:03 (Lzzy Hale, Scott Stevens, Christine Danielle Connolly)
2. I Miss the Misery (Radio Version) (Hale, Stevens, Connolly)

## Formazione
Halestorm
- Lzzy Hale - voce, chitarra, piano
- Arejay Hale - batteria, percussioni, cori
- Joe Hottinger - chitarra, cori
- Josh Smith - basso, cori

## Classifiche
| Classifica (2012)             | Posizione massima |
| ----------------------------- | ----------------- |
| Stati Uniti (mainstream rock) | 2                 |
| Stati Uniti (rock)            | 19                |
| Stati Uniti (rock airplay)    | 15                |
| Stati Uniti (rock digital)    | 21                |